# Franský les
Franský les (německy Frankenwald) je vrchovina v Německu (spolkové země Bavorsko a Durynsko), součást Východního středohoří. Zaujímá plochu 925 km². Nejvyšší vrchol, Döbraberg, měří 795 metrů.
Franský les sousedí se Smrčinami na jihovýchodě a Durynským lesem na severozápadě. Prochází jím rozvodí mezi Mohanem a Sálou. Převládají zde jedlové, smrkové a bukové lesy. Nedaleko Geroldsgrün se těží břidlice. V roce 1975 byla vybudována přehrada Ködeltalsperre, která zásobuje velkou část Bavorska pitnou vodou.
Osídlení oblasti začalo ve 13. století. Významnými sídly jsou Schwarzenbach am Wald, Naila, Nordhalben, Selbitz a lázně Bad Steben. Proslulé je poutní místo Bazilika Marienweiher. Rozhledna na hoře Wetzstein je replikou původní věže na Pradědu.
V roce 1973 byl vyhlášen Přírodní park Franský les o rozloze 1023 km². Region získal značku Wanderbares Deutschland za dobré podmínky pro pěší turistiku.